# 第65回有馬記念
第65回有馬記念（だい65かいありまきねん）は、2020年12月27日に千葉県船橋市の中山競馬場で施行された競馬の競走である。クロノジェネシスが優勝した。

## 新型コロナウイルスの影響
新型コロナウイルス (COVID-19) 感染拡大防止の為、一般席2,542席と特設観覧席「グランプリシート」250席の計2,792名を上限とした事前抽選による入場制限を実施。
ファン投票も競馬場での投票は見送られ、WEB投票に限定して実施された。また公開枠順抽選会も無観客で行われ、出走馬陣営の関係者の出席も行わない。

## 主な競走の結果
- 時系列順に記述、本競走に出走する競走馬は、太字強調にて表す。（参照先の記事についてはその限りではない。）

菊花賞（GI）

1着:コントレイル、10着:バビット。
天皇賞（秋）（GI）

1着:アーモンドアイ、2着:フィエールマン、3着:クロノジェネシス、5着:キセキ。
エリザベス女王杯（GI）
| 着順                 | 馬番 | 競走馬名           | 性齢 | 騎手       | 斤量 | タイム | 着差 | 単勝オッズ | 人気 | RATE |
| -------------------- | ---- | ------------------ | ---- | ---------- | ---- | ------ | ---- | ---------- | ---- | ---- |
| 1着                  | 18   | ラッキーライラック | 牝5  | C.ルメール | 56   | 2:10.3 |      | 003.3      | 1    |      |
| 2着                  | 13   | サラキア           | 牝5  | 北村友一   | 56   | 2:10.4 | クビ | 012.3      | 5    |      |
| 3着                  | 11   | ラヴズオンリーユー | 牝4  | M.デムーロ | 56   | 2:10.4 | クビ | 005.5      | 3    |      |
| 天候:晴、馬場状態:良 |      |                    |      |            |      |        |      |            |      |      |

ジャパンカップ（GI）
1着:アーモンドアイ、4着:カレンブーケドール

## 出走馬と枠順
2020年12月27日 第5回中山競馬第8日目 第11競走
| 枠番 | 馬番 | 競走馬名           | 性齢 | 斤量 | 騎手                 | オッズ（人気） | 調教師     | 馬主                           | ファン投票 |
| ---- | ---- | ------------------ | ---- | ---- | -------------------- | -------------- | ---------- | ------------------------------ | ---------- |
| 1    | 1    | バビット           | 牡3  | 55   | 内田博幸             | 36.2（10人）   | 浜田多実雄 | 宮田直也                       | 33位       |
| 1    | 2    | ブラストワンピース | 牡5  | 57   | 横山武史             | 33.1（9人）    | 大竹正博   | （有）シルクレーシング         | 10位       |
| 2    | 3    | クレッシェンドラヴ | 牡6  | 57   | 坂井瑠星             | 188.1（16人）  | 林徹       | 広尾レース（株）               | 68位       |
| 2    | 4    | ラヴズオンリーユー | 牝4  | 55   | ミルコ・デムーロ     | 15.5（6人）    | 矢作芳人   | DMMドリームクラブ（株）        | 24位       |
| 3    | 5    | ワールドプレミア   | 牡4  | 57   | 武豊                 | 13.5（7人）    | 友道康夫   | 大塚亮一                       | 9位        |
| 3    | 6    | キセキ             | 牡6  | 57   | 浜中俊               | 24.9（8人）    | 角居勝彦   | 石川達絵                       | 6位        |
| 4    | 7    | ラッキーライラック | 牝5  | 55   | 福永祐一             | 8.1（4人）     | 松永幹夫   | （有）サンデーレーシング       | 2位        |
| 4    | 8    | ペルシアンナイト   | 牡6  | 57   | 大野拓弥             | 148.1（12人）  | 池江泰寿   | （有）G1レーシング             | 54位       |
| 5    | 9    | クロノジェネシス   | 牝4  | 55   | 北村友一             | 2.5（1人）     | 斉藤崇史   | （有）サンデーレーシング       | 1位        |
| 5    | 10   | カレンブーケドール | 牝4  | 55   | 池添謙一             | 7.9（3人）     | 国枝栄     | 鈴木隆司                       | 19位       |
| 6    | 11   | モズベッロ         | 牡4  | 57   | 田辺裕信             | 174.9（14人）  | 森田直行   | （株）キャピタル・システム     | 32位       |
| 6    | 12   | オーソリティ       | 牡3  | 55   | 川田将雅             | 20.3（7人）    | 木村哲也   | （有）シルクレーシング         | 28位       |
| 7    | 13   | フィエールマン     | 牡5  | 57   | クリストフ・ルメール | 3.5（2人）     | 手塚貴久   | （有）サンデーレーシング       | 4位        |
| 7    | 14   | サラキア           | 牝5  | 55   | 松山弘平             | 74.9（11人）   | 池添学     | （有）シルクレーシング         | 29位       |
| 8    | 15   | オセアグレイト     | 牡4  | 57   | 横山典弘             | 183.4（15人）  | 菊川正達   | IHR                            | 100位以下  |
| 8    | 16   | ユーキャンスマイル | 牡5  | 57   | 岩田康誠             | 157.0（13人）  | 友道康夫   | 金子真人ホールディングス（株） | 17位       |

- 坂井瑠星、北村友一は有馬記念初騎乗。

### 公開枠順抽選会
レース3日前の12月24日、東京都港区の品川プリンスホテルにて公開枠順抽選会が行われた。ただし本年は、新型コロナウイルス感染拡大防止の為、陣営関係者の出席と観覧者の募集は中止され、騎乗予定騎手が自宅（横山武史は父・横山典弘と同室）から電話で参加した。この為、通常は陣営の代表者が行う馬番抽選も、主催者側が全て行う事となった。抽選会の模様はBSフジにて生中継、及びBSフジの公式YouTubeチャンネルにてライブストリーミング配信された。
- 司会進行
  - 佐野瑞樹（フジテレビジョン編成局アナウンス室バラエティ担当部長、「みんなのKEIBA」MC）
  - 細江純子（競馬評論家、元JRA騎手）
- ゲスト
  - DAIGO（歌手、フジテレビ「みんなのKEIBA」MC）
  - 板津雄志（サンケイスポーツ・トラックマン）
  - 沢田知希（競馬エイト・トラックマン）
- くじ引き順抽選担当者（いずれも俳優、JRA・CMキャラクター）
  - 葵わかな（奇数順担当）
  - 中川大志（偶数順担当）
- 馬番抽選担当者
  - 岡部幸雄（JRA裁定委員会外部委員、元JRA騎手、有馬記念3勝）

## レース結果
| 着順 | 馬番 | 枠番 | 競走馬名           | タイム | 着差   | 上がり3ハロン |
| ---- | ---- | ---- | ------------------ | ------ | ------ | ------------- |
| 1    | 9    | 5    | クロノジェネシス   | 2:35.0 |        | 36.2          |
| 2    | 14   | 7    | サラキア           | 2:35.0 | クビ   | 35.4          |
| 3    | 13   | 7    | フィエールマン     | 2:35.1 | クビ   | 36.5          |
| 4    | 7    | 4    | ラッキーライラック | 2:35.5 | 2 1/2  | 36.5          |
| 5    | 5    | 3    | ワールドプレミア   | 2:35.6 | 1/2    | 36.3          |
| 5    | 10   | 5    | カレンブーケドール | 2:35.6 | 同着   | 36.8          |
| 7    | 8    | 4    | ペルシアンナイト   | 2:35.6 | アタマ | 36.2          |
| 8    | 3    | 2    | クレッシェンドラヴ | 2:35.6 | 1 1/2  | 36.8          |
| 9    | 15   | 8    | オセアグレイト     | 2:35.9 | クビ   | 36.8          |
| 10   | 4    | 2    | ラヴズオンリーユー | 2:35.9 | クビ   | 36.6          |
| 11   | 16   | 8    | ユーキャンスマイル | 2:36.4 | 3      | 36.5          |
| 12   | 6    | 3    | キセキ             | 2:36.5 | 1/2    | 37.6          |
| 13   | 1    | 1    | バビット           | 2:36.8 | 2      | 38.4          |
| 14   | 12   | 6    | オーソリティー     | 2:37.0 | 1      | 38.2          |
| 15   | 11   | 6    | モズベッロ         | 2:38:2 | 7      | 38.5          |
| 中止 | 2    | 1    | ブラストワンピース |        |        |               |

### データ
| 1000m通過タイム   | 62.2秒（バビット） |
| 上がり4ハロン     | 48.9秒             |
| 上がり3ハロン     | 36.6秒             |
| 最速上がり3ハロン | 35.4秒（サラキア） |

### 払戻金
| 単勝式 | 9           | 250円    |
| 複勝式 | 9           | 130円    |
| 複勝式 | 14          | 770円    |
| 複勝式 | 13          | 160円    |
| 枠連   | 5 - 7       | 380円    |
| 馬連   | 9 - 14      | 10,330円 |
| 馬単   | 9 > 14      | 11,360円 |
| ワイド | 9 - 14      | 2,320円  |
| ワイド | 9 - 13      | 270円    |
| ワイド | 13 - 14     | 2,550円  |
| 3連複  | 9 - 13 - 14 | 7,370円  |
| 3連単  | 9 > 14 > 13 | 50,150円 |

## 達成された記録
- クロノジェネシスは牝馬としては前年のリスグラシューに続いて史上2頭目のグランプリ2勝達成、牝馬のグランプリ制覇はリスグラシューと併せて春秋4連覇[5]。
- 鞍上の北村友一は有馬記念初騎乗で初制覇（八大競走初制覇）。GI通算5勝目。
- 調教師の斉藤崇史は1984年のグレード制導入後の最年少記録となった（38歳3ヶ月29日）。

## テレビ・ラジオ中継
本レースのテレビ・ラジオ放送の実況担当者
- 日本放送協会 (NHK)：稲垣秀人（大津放送局）[6]
  - 番組司会：高木修平（協会本部・メディア総局アナウンス室）
  - 解説：鈴木康弘（日本調教師会名誉会長）
- ラジオNIKKEI：小林雅巳（東京本社スポーツ情報部）
- フジテレビ：青嶋達也（編成局アナウンス室スポーツ統括担当部長）
  - 解説：松本ヒロシ（競馬エイト・トラックマン）
  - パドック実況兼勝利ジョッキーインタビュー：福原直英
- アール・エフ・ラジオ日本：矢田雄二郎
- TBSラジオ：清原正博
- ニッポン放送：清水久嗣（東京フイルム・メート）
- 文化放送：長谷川太
- MBSラジオ：来栖正之